# Heaven's Gate, Souldrainer
Heaven's gate är det andra studioalbumet av det melodiska death metal-bandet Souldrainer utgivet 2011.

## Låtlista
1. The Quest
2. Fed By Fire
3. Low
4. Alien Terror
5. Hung On The Wall
6. The God Delusion
7. Gate Guard
8. The Legacy
9. Remember Me
10. Dying For Your Sick Belief
11. Goodbye Farewell
12. Heaven's Gate